# Teodoro IV de Antioquia
Teodoro Bálsamo (em grego: Θεόδωρος Βαλσαμῶν; romaniz.: Teódoros Balsamos) foi um acadêmico da Igreja Ortodoxa e o patriarca grego ortodoxo de Antioquia entre 1185 e 1199, ainda no período do exílio em Constantinopla por causa do Principado de Antioquia, de rito latino, que dominava a cidade na época.

## Biografia
Nascido na segunda metade do século XII em Constantinopla, Teodoro viria a morrer ali após 1195. Ele foi ordenado um diácono e nomeado como nomofílax (em grego: ομοφύλαξ; "Guardião das leis"), um título criado para o chefe da escola de Direito de Constantinopla na metade do século XI, e, de 1178 até 1183, sob o patriarca Teodósio I, ele tomou conta de todos os julgamentos eclesiásticos e outros casos submetidos ao Patriarcado. Em 1193, ele se tornou o patriarca de Antioquia.

## Obras
A melhor obra de Bálsamo é a sua "Escólios" (ca. 1170), um comentário sobre o Nomocano de Fócio, a obra padrão sobre as leis e decretos da Igreja Ortodoxa e do Império Bizantino. Em sua "Escólios", Bálsamo insiste nas leis existentes e se baseia na relação entre os cânones (do Direito Canônico) e as leis, as constituições eclesiástica e civil, dando precedência à primeira. Ele também compilou uma coleção de constituições eclesiásticas (Sintagma) e escreveu outras obras, muitas das quais sobre o debate corrente entre a Igreja Católica e a Igreja Ortodoxa após o Grande Cisma do Oriente em 1054 Duas de suas cartas foram publicadas: uma sobre o jejum e a outra, sobre a admissão de noviços nos mosteiros.
O legado de Teodoro é o de ter preservado o conhecimento de então sobre muitas fontes documentais desconhecidas do início da história política e teológica de Bizâncio. Seus comentários ainda são citados até hoje por estudantes do Direito Canônico da Igreja Ortodoxa e são publicados na coleção oficial conhecida como Pedalion (em grego: Πεδαλιον; "Timão", assim chamado por sua pretensão de ser um guia para "dirigir" a Igreja.

## Publicação
A "Escólias" de Bálsamo foi publicada pela primeira vez em latim por Gentian Hervet em Paris (1561) e em Basileia (1562); em grego e em latim em Paris (1615) e novamente em Basileia (1620). Ela também pode ser encontrada na Pandecta Canonum de William Beveridge (Oxford, 1672), que foi republicada por Migne em sua Patrologia Graeca (CXXXVII - CXXXVIII). Entre 1852 e 1860, Rhalli e Potli publicaram em Atenas uma coleção de fontes da lei canônica grega que contém o comentário de Bálsamo.